# Präzer Höhi
Die Präzer Höhi ⓘ oder Mutta ist ein Gipfel östlich von Tenna und westlich von Präz im Kanton Graubünden in der Schweiz mit einer Höhe von 2120 m ü. M. Er gehört zum Heinzenberggrat. Von der Heinzenbergseite zeigt er sich unscheinbar als Grashügel, von der Safientalseite ist er felsig und steiler. Durch die Nähe zum Skigebiet Sarn-Heinzenberg ist die Präzer Höhi ein beliebter, einfach zu erreichender Skitourenberg.

## Lage und Umgebung
Die Präzer Höhi gehört zum Heinzenberggrat, einer Untergruppe der Adula-Alpen. Über den Gipfel verläuft die Gemeindegrenze zwischen Safien und Präz (Gemeinde Cazis). Die Präzer Höhi wird im Osten durch den Heinzenberg (Talschaft Domleschg) und im Westen durch das Safiental eingefasst.
Zu den Nachbargipfeln gehören der Tguma und der Crest dil Cut. Talort ist Präz.

## Heinzenberger Gratwanderung

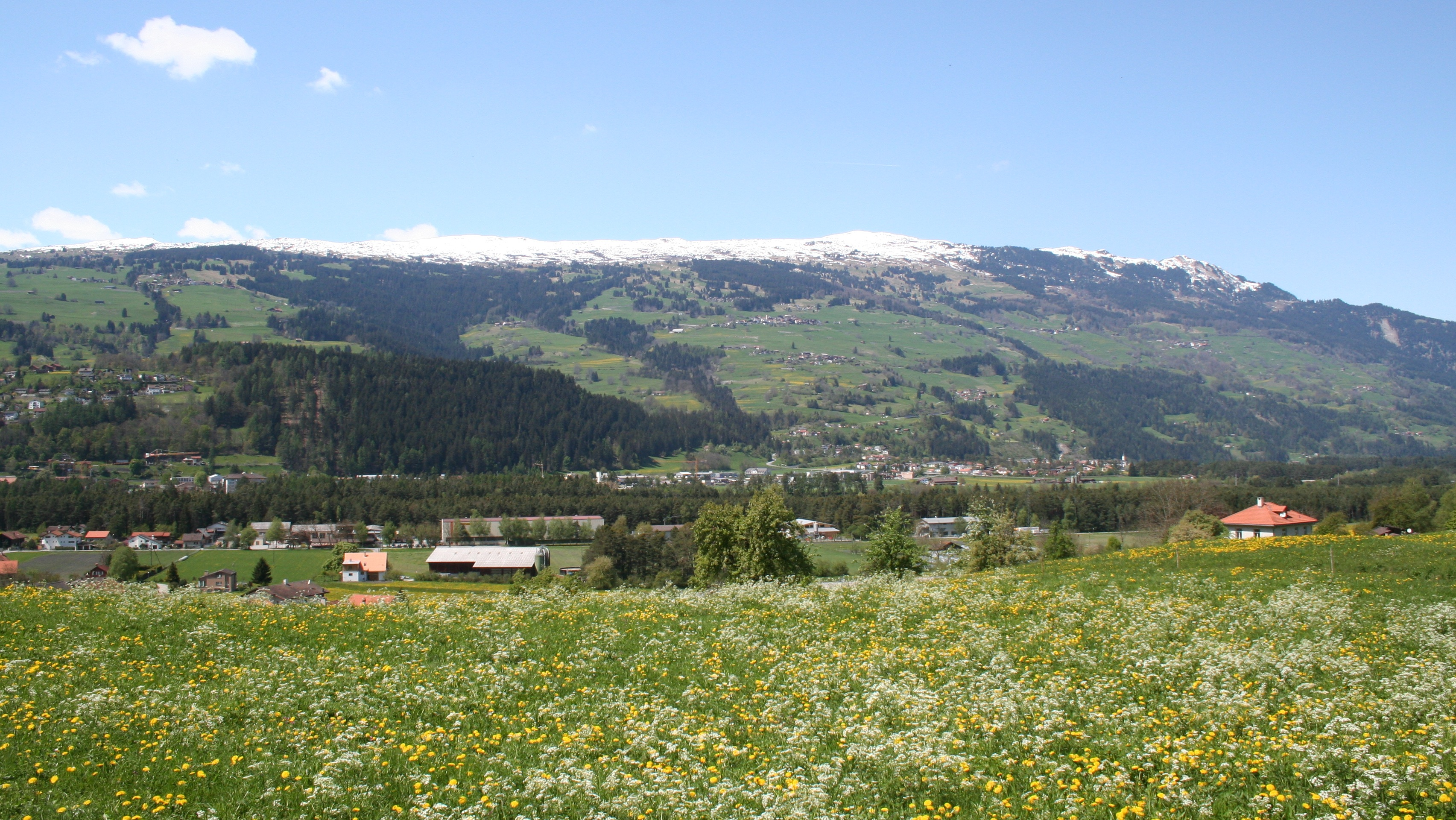
Heinzenberg

Die Heinzenberger Gratwanderung ist eine aussichts- und abwechslungsreiche Tageswanderung über den Heinzenberger Grat. Sie bietet einen grossartigen Panoramarundblick ins Safiental, ins Domleschg, ins Albulatal und auf die umliegende Bergwelt.

### Kleine Gratwanderung
- Ausgangspunkt: Obertschappina (1577 m)
- Ziel: Präz (1170 m)
- Route: Obertschappina - Ober Gmeind (1813 m) - Lüsch (1974 m) - Bischolapass (1999 m) - Tguma (2163 m) - Präzer Höhi (2119 m) - Alp Grönda (1883 m) - Präz
- Schwierigkeit: T2, als Wanderweg weiss-rot-weiss markiert
- Dauer: 5 h

### Ausgedehnte Gratwanderung
- Ausgangspunkt: Glaspass (1831 m)
- Ziel: Bonaduz (662 m)
- Route: Glaspass - Glaser Grat (2124 m) - P.1989 - Lüschgrat (2178 m) - Bischolpass (1999 m) - Tguma (2163 m) - Präzer Höhi (2119 m) - Crest dil Cut (2015 m) - Crest Ault (1942 m) - Alp Sura (1771 m) - Alp Sut (1506 m) - Scardanal (1131 m) - P.692 - Bonaduz
- Schwierigkeit: T3, meist als Wanderweg weiss-rot-weiss markiert
- Dauer: 8 h

## Routen zum Gipfel

### Sommerrouten

#### Über den Osthang
- Ausgangspunkt: Präz (1170 m) oder Sarn (1178 m)
- Schwierigkeit: T2, als Wanderweg weiss-rot-weiss markiert
- Zeitaufwand: 2½ Stunden von Präz, 3¼ Stunden von Sarn

#### Von Safien
- Ausgangspunkt: Under Egschi (1154 m)
- Via: Südgrat
- Schwierigkeit: T3, als Wanderweg weiss-rot-weiss markiert
- Zeitaufwand: 4 Stunden

#### Vom Tguma
- Ausgangspunkt: Tguma (2163 m)
- Via: Südgrat
- Schwierigkeit: T2, als Wanderweg weiss-rot-weiss markiert
- Zeitaufwand: 1 Stunde

#### Von Crest dil Cut
- Ausgangspunkt: Crest dil Cut (2015 m)
- Via: Nordgrat
- Schwierigkeit: T2, als Wanderweg weiss-rot-weiss markiert
- Zeitaufwand: 1 Stunde

### Winterrouten

#### Vom Skigebiet Sarn-Heinzenberg
- Ausgangspunkt: Bergstation Sarner Höhi (2075 m)
- Via: Südgrat
- Schwierigkeit: L
- Zeitaufwand: ½ Stunde

#### Von Präz
- Ausgangspunkt: Präz (1170 m)
- Via:  Pranzolas, Prau da l’Alp
- Schwierigkeit: L
- Zeitaufwand: 2¼ Stunden

## Galerie

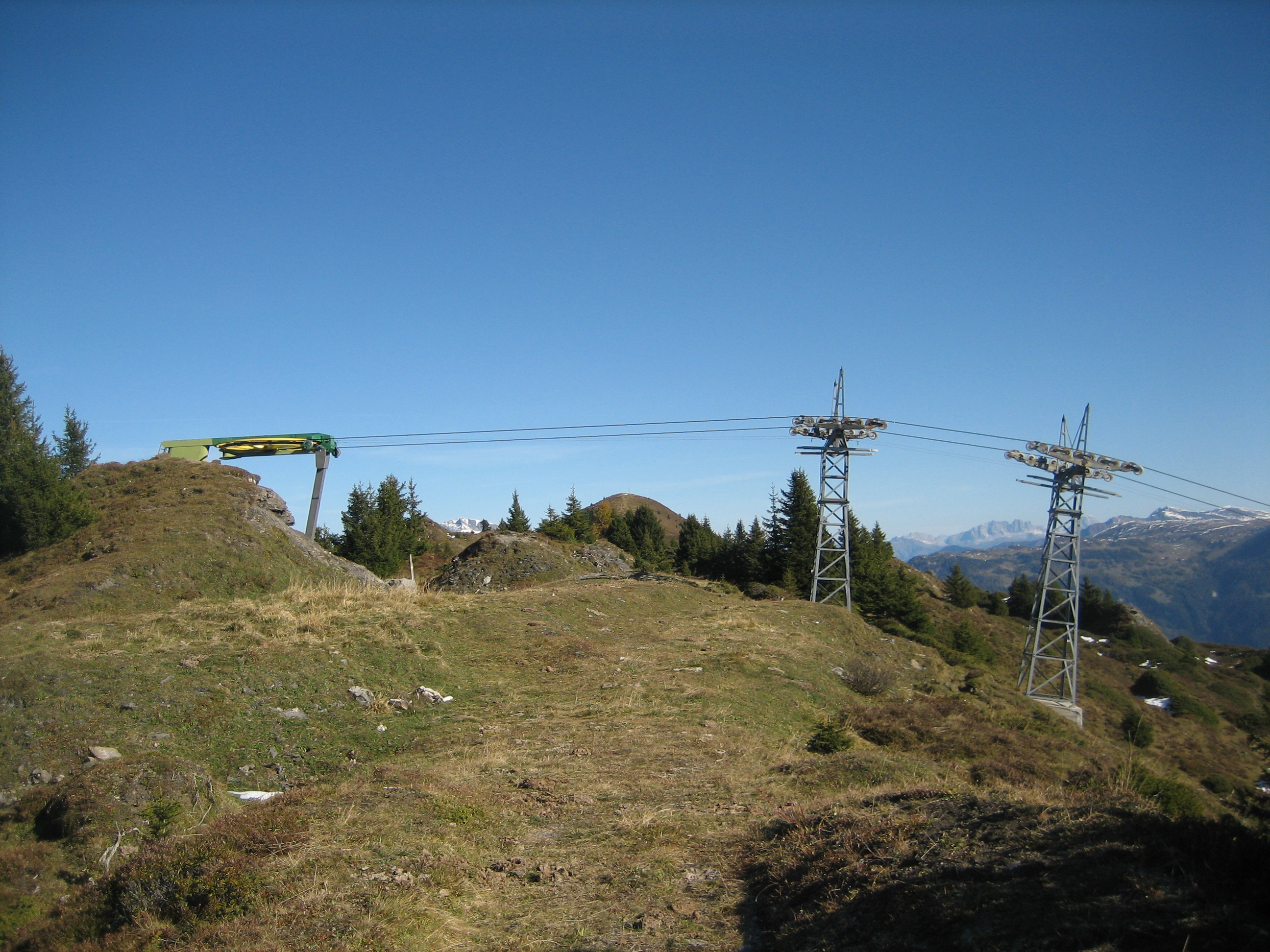
Bergstation Sarner Höhi (Sarn-Heinzenberg), im Hintergrund die Präzer Höhi
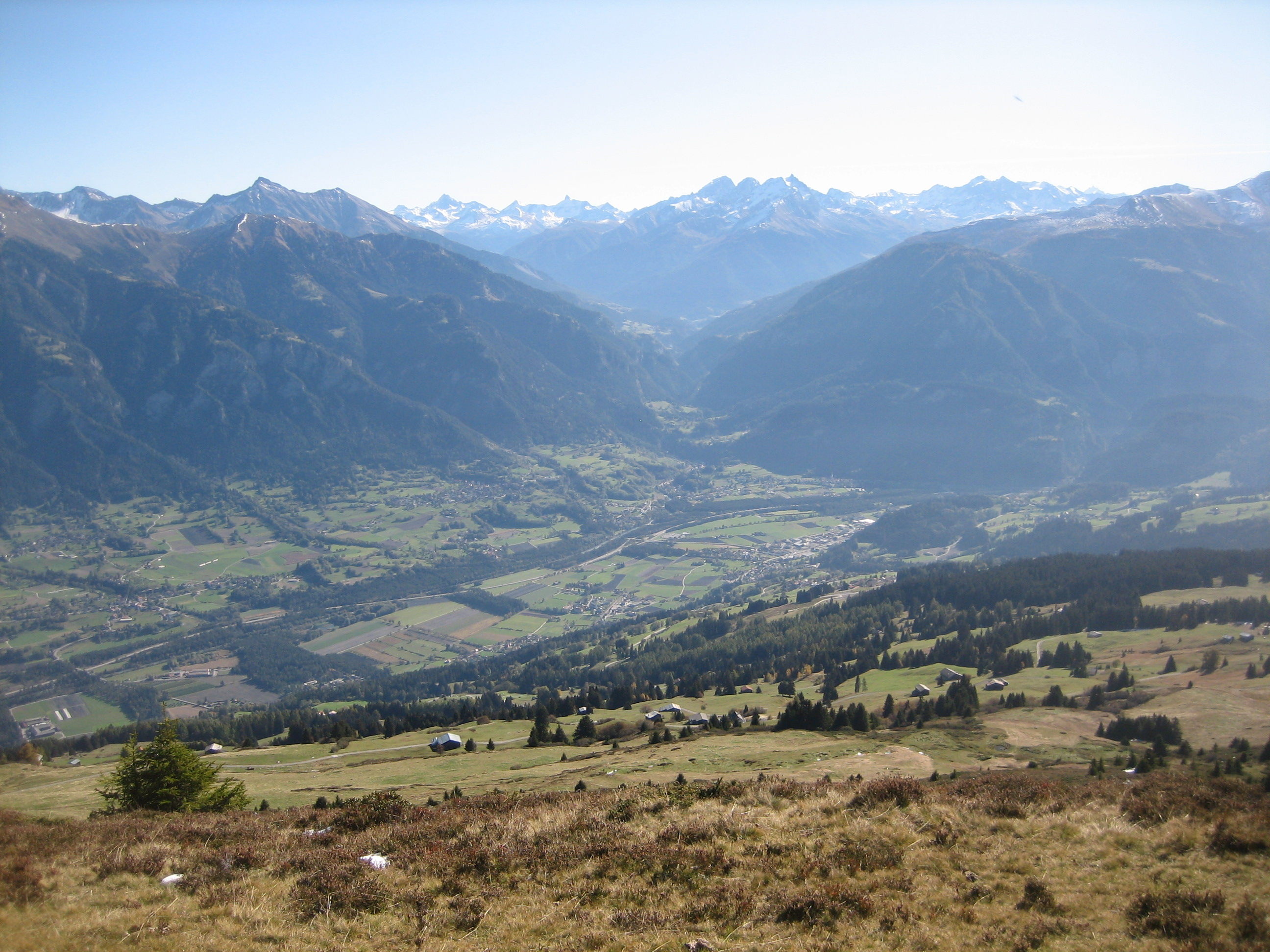
Sicht ins Domleschg und Albulatal.
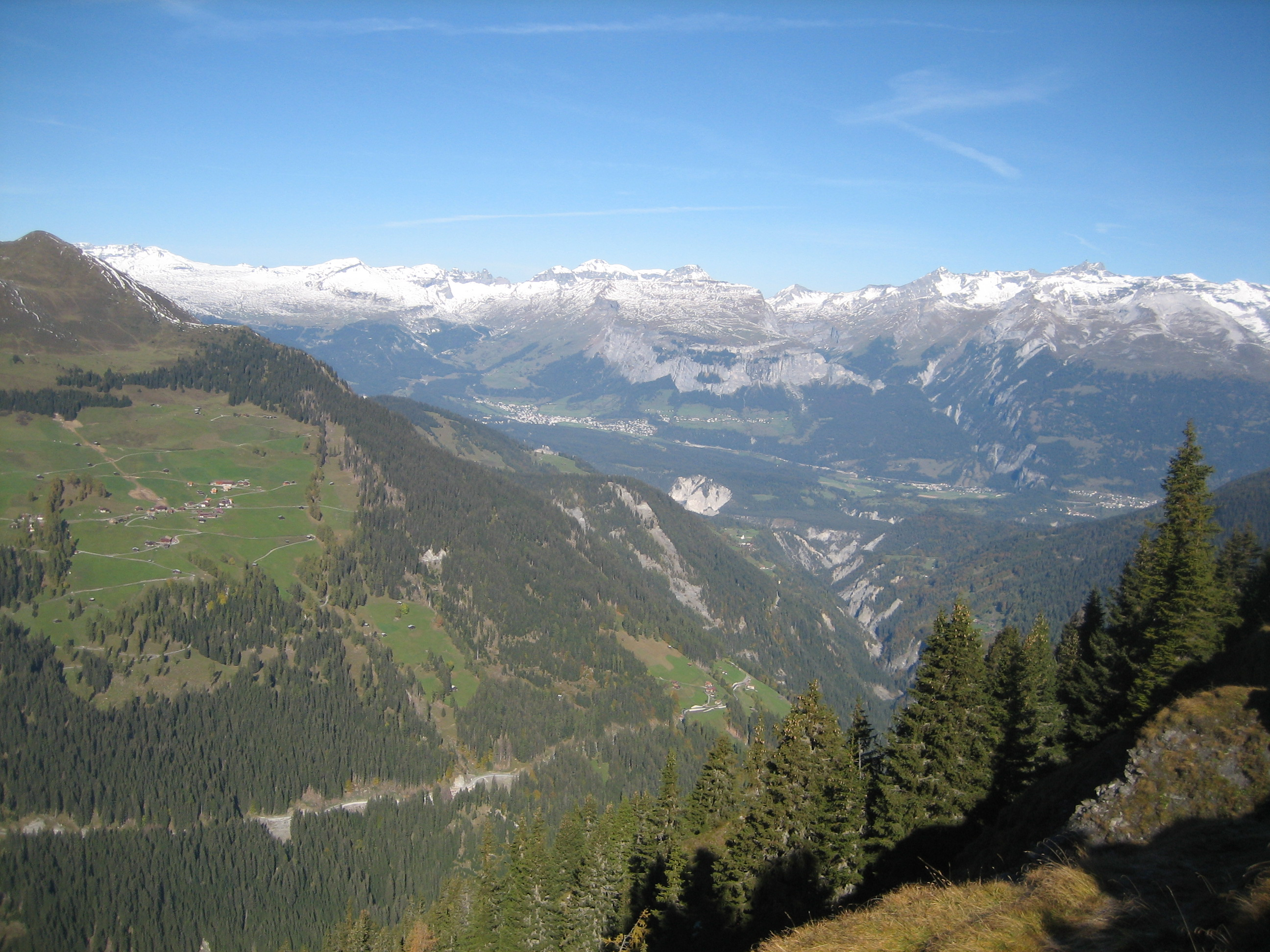
Sicht auf Tenna, Flims und Trin (vlnr).
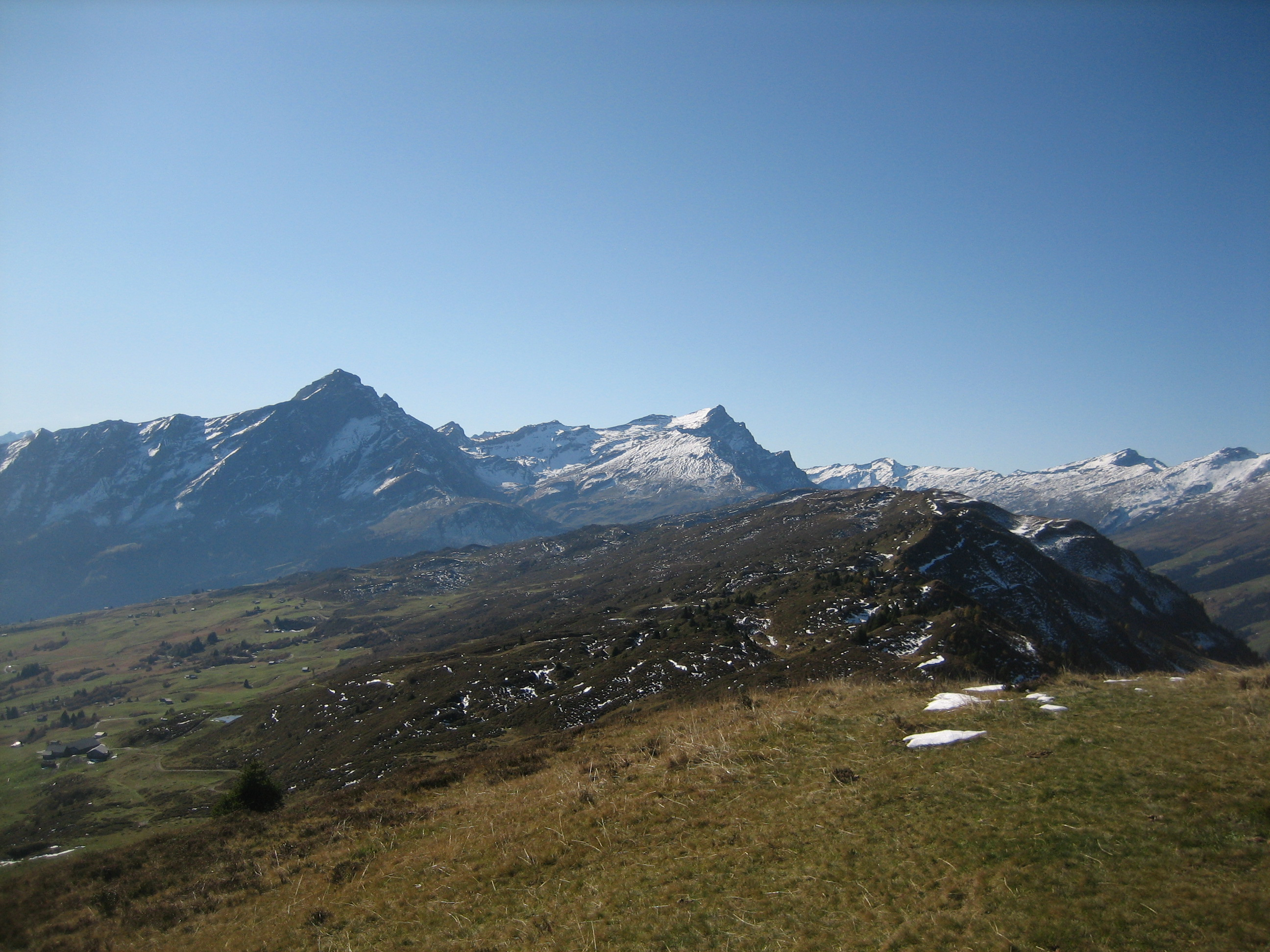
Sicht auf den Piz Beverin, das Bruschghorn den Tguma mit Heizenberggrat, den Piz Tomül und den Crap Grisch (v.l.n.r)